# Kováts Sámuel
Kováts Sámuel (Okorág, 1770. december (13-án kereszteltetett) – Csákvár, 1830. február 2.) református lelkész.

## Élete
Kováts András református lelkész és Bagaméri Debora fia. Alsóbb iskoláit Sárospatakon, a felsőbbeket 1788. április 18-tól Debrecenben végezte, mire Bicskén (Fehér megye) három évig akadémiai rektor, majd háromig külföldi egyetemeken volt. Hazatérte után Veszprémi János mellett Csákváron (Fehér megye) káplán, majd ugyanott 1801-ben rendes pap lett és viselte hivatalát 29 évig. Élete felette küzdelmes volt, különösen az új Énekeskönyv behozatala korában.

## Írásai
Cikkei és költeményei a Mindenes Gyűjteményben (III. 1789. Allegoria az emberi életről, Ama megvehetetlen komáromi erős várnak versekben előadott történetei), a Tudományos Gyűjteményben (1818. X. Igaz-e, hogy a tudományok inkább rontják mint javítják az elméket és erkölcsöket, 1891. XII. A magyar literaturának menetele, 1820. VII. A természetben való forgás vagy keringés, 1822. VI. A magyarokról és törökökről, X. Az Isten mindenhatóságának szembetünő nyomai a természetben. 1823. IX. Nem kell tartani attól, hogy a mi időnkben a tudományok lejebb szálljanak, XI. Az oskolák hasznos és szükséges voltokról s a nevezetesebb nagyobb oskolák felállítások idejéről, XII. A könyvekről és azoknak olvasásokról, 1825. VII. A földnek minden tartományaiban jó az Isten az emberhez, XI. A játék-szinek mellett egy-két szó, 1826. I. A szelekről, II. A hazáról és annak szeretetéről, XI. Mint kezdett a görög nyelv a XV. században napnyúgoton fölelevenedni. XII. A régiek temetkezésökről, 1827. I. Az ember élete bölcsőjétől fogva koporsójáig, V. Halhatatlan Péczelink mellett egy-két védszó, VI. A föld minden élő állatoknak ugyan, de különösebben az embereknek lakóhelyök, XII. A mohammedánusok theologiájáról); a Szépliteraturai Ajándékban (1821-22., 1824. kötelmények Napoleonra s más nevezetes irodalmi egyénekre mint Kazinczyra, Virág Benedekre, Kulcsár Istvánra, Horváth Istvánra, Katona Józsefre, Döbrentei Gáborra, Pyben Benedekre, Kopácsy Józsefre, Thaiszra, Trattner János Tamás halálára.)

## Munkái
- Kettős gyász, az az alagyás versek, melyel mélt. gróf Eszterházyné szül. gróf Pálfy Anna asszony ő exc. halála után ismét földes urának ú. m. Eszterházy János ő exc. halálát kesergi Csákvár mezővárosa nevében egy oda való magyar poeta 1800. Pest. (Névtelenül.)
- Levelek s más versek. Pest, 1805. (Ism. Neue Annalen der Literatur 1809. I. 131. l.)
- Példákba foglalt erkölcsi tanítások. Öszveszedte s kiadta német nyelven Snell Lajos Péter János, ford... Pozsony és Pest, 1806. Két kötet. (2. kiadás. Uo. 1822.)
- Halotti rövid prédikácziók. Buda, 1807.
- Mohammed élete és historiája, mely magában foglalja egy tökélletes rajzát az ő tőle kigondolt vallásnak, annak megfundálásának s terjesztésének az ő hadakozásaival s azok között esetleg nevezetesebb történeteivel egyben. Ford. Pest, 1811.
- Innepi husz prédikácziók. Pest, 1814.

Van egy latin és magyar költeménye: In obitum magni poetae Michaelis Vitez Csokonai. Hely és év n. cz. munkában.
Levelei Fejér Györgyhöz, Csákvár, 1817. jún. 8., Horvát Istvánhoz, 1820. márcz. 19., Virág Benedekhez, 1827. márcz. 21., 1828. jún. 8. (a Magyar Nemzeti Múzeum kézirati osztályában.)